# ギジェルモ・クレイン
ギジェルモ・クレイン（Guillermo Klein、1969年 - ）は、アルゼンチン出身のピアニスト、作曲家。
1994年にバークリー音楽大学を卒業し、1990年代を通してニューヨークのジャズ・クラブ「スモールズ」でレジデントを務めた。独創的なハーモニーとスタイルのコンセプトで知られるクレインは、ジャズ界から高い尊敬を集めている。2000年代の大半はアルゼンチンとスペインで過ごしたが、その後もアメリカで演奏活動を続けていた。MITウィンド・アンサンブルの委嘱を受け、初のウィンド・アンサンブル作品となる「Solar Return Suite」を作曲し、2006年5月12日に初演された。2007年以降、クレインは自身のバンド「Los Guachos」と共に、ヴィレッジ・ヴァンガードに毎年出演している。
2008年には、ムジケネ（Centro Superior de Música del País Vasco）、サン・セバスティアンにあるバスク州高等音楽学校にてジャズ科の教員を務めた。